# Сима Павловић
Сима (Крсмана) Павловић (Лазаревац, 1888 — Ниш, 1924) био је српски војник. Носилац је Карађорђеве звезде са мачевима.

## Биографија
Рођен је 1888. године у Лазаревцу, срез прокупачки, сада општина Блаце, од оца Крсмана и мати Станије. Откако је 1911. године отишао да служи војску, захватили су га ратови и кући се вратио тек по демобилизацији 1920. године. Од првог до последњег дана рата био је непрекидно у 2. чети 2. батаљона Гвозденог пука. За показану храброст први пут је одликован медаљом за храброст 1913. године после битке на Брегалници. За показану храброст на Солунском фронту, одликован је Сребрним војничким орденом Карађорђеве звезде са мачевима. Поред тога носилац је Албанске споменице и других споменица на минуле ратове.
Када се после ратова вратио на своје имање у Лазаревцу затекао је пустош. Отац и мати су му умрли а жена му се преудала док је био у ратовима. Оставши без породице и потомства, од туге и последица ратних напора умро је у Војној болници у Нишу, 1924. године у 36. години живота.